# Oberhafenkanal
L'Oberhafenkanal o Canal del port superior és un canal navegable de només 400 metres
a la frontera dels barris de Hafencity i Rothenburgsort al port d'Hamburg a Alemanya. El canal és una via navegable que connecta les dàrsenes de l'Oberhafen i del Billhafen amb l'Elba. Està sotmès al moviment de la marea. El seu paper al port va minvar, i el desenvolupament de les ribes s'integra a la propera fase de renovació urbana de l'Hafencity.

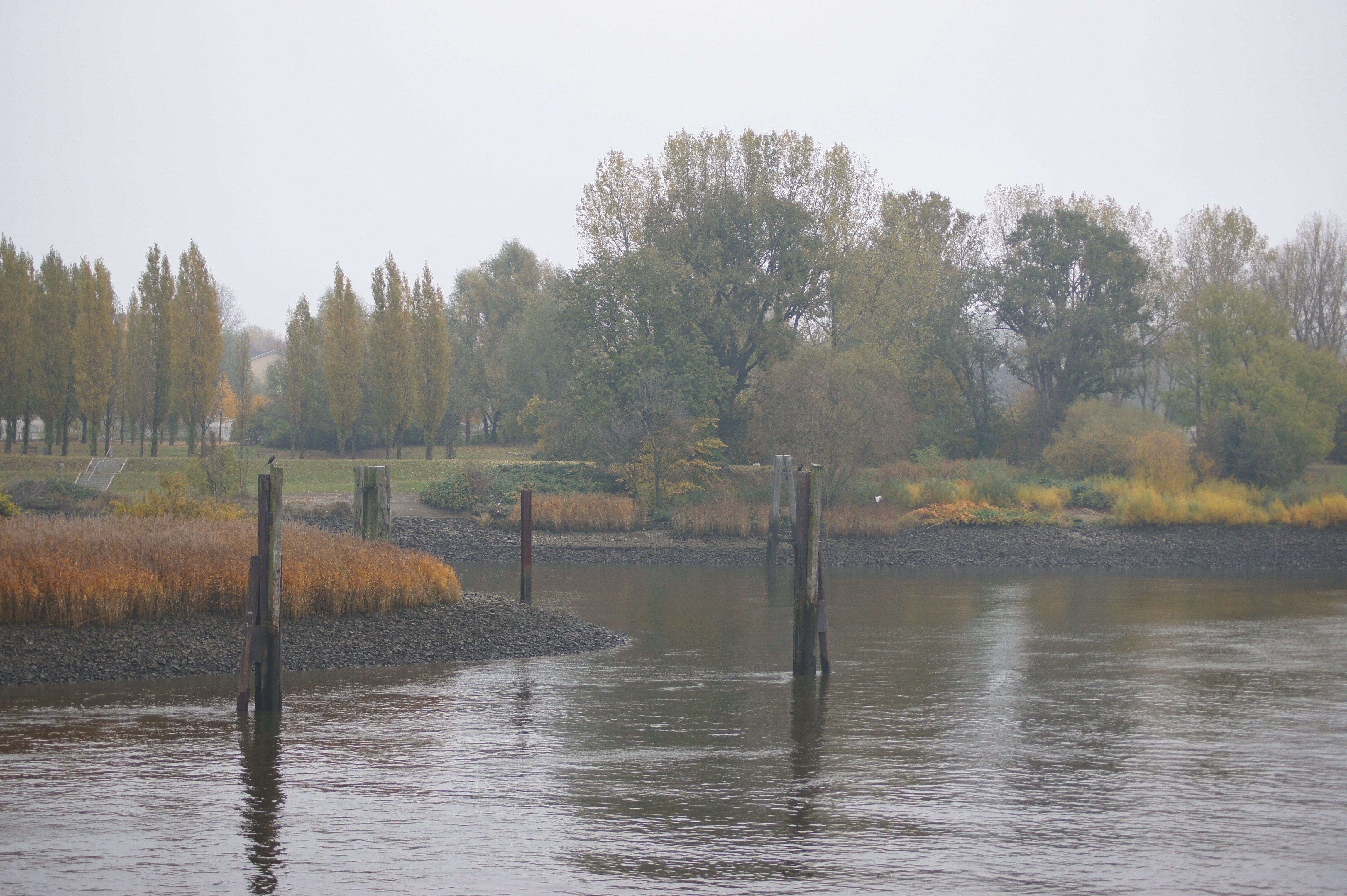
La desembocadura del canal (esquerra) a l'Elba